# Синодальний відділ із взаємин Церкви з суспільством та засобами масової інформації
Синодальний відділ із взаємин Церкви з суспільством та засобами масової інформації (раніше Синодальний інформаційний відділ Російської Православної Церкви, скорочено СИНФО) — один з синодальних відділів Московського патріархату. Заснований указом Священного Синоду від 31 березня 2009 року (журнал № 18). Головою Інформаційного відділу призначений головний редактор журналу «Фома» Володимир Легойда.

## Діяльність
Основним завданням Синодального інформаційного відділу є формування єдиної інформаційної політики Російської Православної Церкви, координація роботи інформаційних підрозділів єпархій та синодальних установ, а також взаємодія з православними та світськими ЗМІ. При цьому відділі не керує православними ЗМІ напряму, так як більшість з них за фактом не підпорядковані відділу, а лише координує їх роботу, вибудовуючи спільну стратегію. На IV Фестивалі православних ЗМІ «Віра і слово» в жовтні 2010 року Голова відділу Володимир Легойда заявив, що Синодальний інформаційний відділ це «організація, покликана допомогти поки ще розрізнених сил православної журналістики в тому, щоб вони продовжували розвиватися у своїх нішах і на своїх власних шляхах. Кожен з вас завжди може звернутися до нас за допомогою і підтримкою, а ми в свою чергу чекаємо від вас зовсім не „ходіння строєм“, а конструктивного партнерського співробітництва та розуміння наших спільних задач».
У той же час низка медіа-проектів Московського Патріархату знаходиться в прямому підпорядкуванні Синодального інформаційного відділу. Зокрема, Відділ забезпечує роботу офіційного сайту Російської Православної Церкви www.patriarchia.ru. Разом з Google Синодальним інформаційним відділом запущений офіційний канал Руської Православної Церкви на YouTube.
Також у розпорядженні відділу знаходиться організація і проведення фестивалю православних ЗМІ «Віра і слово».
Синодальний інформаційний відділ наділений правом присвоювати гриф «Рекомендовано до друку». З 1 вересня 2011 року в церковній системі розповсюдження має бути лише та продукція ЗМІ (друкована, кіно-, відео-, аудіо - та ін), якій присвоєно цей гриф. Присвоєння грифа здійснюється на підставі особливого регламенту, затвердженого Патріархом.
24 грудня 2015 року Священний Синод скасував Синодальний відділ по взаємодії Церкви і суспільства, передавши функції взаємодії з громадським організаціями були передані новій структурі Синодальному відділу із взаємин Церкви з суспільством та засобами масової інформації. Головою оновленого відділу став Володимир Легойда.
5 січня 2016 року заступником голови синодального Відділу із взаємин Церкви з суспільством та ЗМІ призначений Олександр Щипков. В його обов'язки входять питання взаємодії з органами державної влади та з неурядовими організаціями.
16 квітня 2016 року Священний Синод затвердив нову редакцію статуту Синодального інформаційного відділу зі зміною його назви на «Синодальний відділ із взаємин Церкви з суспільством та засобами масової інформації».